# Hannah Mancini
Hannah Mancini este o cântăreață din America stabilită în Slovenia.Alături de Sylvain și Mike Vale, a participat și la selecția din 2011, însă nu a reușit să câștige. Ea a fost aleasă să reprezinte Slovenia la Concursul Muzical Eurovision 2013..
Ea a lucrat și pentru mai multe filme Disney, cu această ocazie a putut colabora cu mulți scriitori celebri.